# علی قولولر
علی قولولر (به ترکی آذربایجانی: Əliqulular) یک منطقه مسکونی در جمهوری آذربایجان است که در شهرستان ایمیشلی واقع شده‌است. علی قولولر ۲۱۹۷ نفر جمعیت دارد.